# Соловйов Євген Сергійович
Євге́н Сергі́йович Соловйо́в (народився 9 квітня 1990) — майор Збройних сил України, військовий льотчик 1-го класу Армійської авіації, миротворець, вертольотчик, учасник російсько-української війни. Герой України (2022).

## Біографія
Народився 1990 року. Дідусь — авіатор, ветеран війни в Афганістані; дядько — борттехнік; батько — інженер авіаційного обладнання. Дитинство Євгена пройшло на аеродромах і в гарнізонах.
Після закінчення, з відзнакою, авіаційного вишу розпочав службу в 11-ій окремій бригаді армійської авіації, в/ч А1604, авіабаза Чорнобаївка, Херсонська область. Вже за три місяці служби став командиром вертольоту Мі-8. За рік в складі українського миротворчого контингенту полетів у Конго, де виконував завдання в умовах високих температур, розрідженого повітря, небезпечних гір. Повернувся у травні 2014 року.
Влітку 2014, у зв'язку з російською збройною агресією проти України, виконував завдання на території проведення антитерористичної операції, брав участь у бойових діях, займався евакуацією поранених на вертольоті Мі-8, зокрема в районі Савур-могили.
2018 року виконував завдання в складі 56-го окремого вертолітного загону Місії ООН у Ліберії.
Призначений на посаду заступника командира вертолітної ескадрильї з МПЗ.
На червень 2023 року — заступник командика вертольотної ескадрилії Повітряних сил ЗСУ.

## Особиста інформація
Мешкає у Херсоні.
Одружений, має сина (2016 року народження)

## Нагороди
- звання Герой України з врученням ордена «Золота Зірка» (14 жовтня 2022) — за особисту мужність і героїзм, виявлені у захисті державного суверенітету та територіальної цілісності України[3];
- орден Богдана Хмельницького II ступеня (24 квітня 2022) — за особисту мужність і самовіддані дії, виявлені у захисті державного суверенітету та територіальної цілісності України, вірність військовій присязі[4];
- орден Богдана Хмельницького III ступеня (31 жовтня 2014) — за особисту мужність і героїзм, виявлені у захисті державного суверенітету та територіальної цілісності України, вірність військовій присязі[5].